# Australische Badmintonmeisterschaft 1955
Die Australische Badmintonmeisterschaft 1955 fand in Melbourne statt. Es war die 14. Austragung der Badmintontitelkämpfe von Australien. Im Finale des  Herreneinzels siegte Ong Eng Hong gegen Don Murray mit 15-13 und 15-7.

## Titelträger
| Disziplin    | Sieger                      |
| ------------ | --------------------------- |
| Herreneinzel | Ong Eng Hong                |
| Dameneinzel  | Margaret Foord              |
| Herrendoppel | Don Murray Stan Russell     |
| Damendoppel  | June Bevan Amy Pincott      |
| Mixed        | Stan Russell Margaret Foord |